# Grand Slam (Certámenes de belleza)
Grand Slam, el concepto de "Grand Slam" fue introducida por Global Beauties en 1998 para destacar los concursos de belleza más importantes y diferenciarlos de los miles que existen en la actualidad. Acuñado a los 5 concursos más grandes de certámenes de belleza en el mundo los cuales son: Miss Mundo, Miss Universo, Miss Internacional, Miss Supranacional, Miss Grand Internacional.
Los concursos que forman parte del "Grand Slam" son aquellos que han alcanzado un estatus destacado y una relevancia significativa en la escena internacional de los certámenes de belleza. Estos concursos suelen atraer a participantes de todo el mundo y cuentan con una amplia audiencia y reconocimiento mediático.
La inclusión en el "Grand Slam" implica que estos concursos son considerados como los más destacados en términos de reputación, tradición y estándares de calidad en la industria de los concursos de belleza. Los certámenes que forman parte del "Grand Slam" son generalmente reconocidos como plataformas destacadas para destacar la belleza, la inteligencia y la elegancia de las concursantes a nivel mundial.

## Concursos Grand Slam
A continuación los 5 concursos Grand Slam ordenados por año de fundación:
- Miss Mundo: Es uno de los concursos de belleza más antiguos y prestigiosos del mundo. Fundado en 1951 por Eric Morley, actualmente es presidido por Julia Morley después de la muerte de su esposo. Miss Mundo destaca por combinar elementos de elegancia, inteligencia y compromiso social.[4]
- Miss Universo: Otro de los certámenes de belleza más reconocidos internacionalmente, Miss Universo se originó en 1952.[5] Es el certamen de belleza más popular en Estados Unidos, América Latina y algunos países de Asia. Desde el año 2024 está dirigido por la compañía tailandesa JKN Global Group y la compañía mexicana Legacy Holding Group. Es transmitido anualmente por la cadena Telemundo. La nueva propiedad ha aportado una estrategia diferente para este certamen, que ahora se centra en historias personales, empoderamiento y educación.
- Miss Internacional: Fundado 1960. Es un concurso de belleza internacional con sede en Tokio organizado por la Asociación Cultural Internacional.
- Miss Supranacional: Nacido en 2009, Miss Supranacional ha emergido rápidamente como uno de los concursos de belleza más importantes a escala global.[6] Nació con la intención de convertirse en una búsqueda de modelo, pero en 2016 cambió su concepto para favorecer el empoderamiento y la personalidad. También ha comenzado a centrarse en obras de caridad, asegurándose de que la belleza de sus ganadores y competidores marque una diferencia en la vida de las personas.
- Miss Grand Internacional: Fundado en 2013, Miss Grand International es considerado un certamen de belleza internacional con un número mayor de seguidores y popularidad en las redes sociales y el certamen de belleza de más rápido crecimiento. Se corona a la ganadora del título de Miss Grand Internacional y a las cuatro finalistas.[6]

|              | Miss Mundo           | Miss Universo                             | Miss Internacional                   | Miss Supranacional         | Miss Grand Internacional                       |
| ------------ | -------------------- | ----------------------------------------- | ------------------------------------ | -------------------------- | ---------------------------------------------- |
| Fundación    | 27 de julio de 1951  | 28 de junio de 1952                       | 1960                                 | 2009                       | 6 de noviembre de 2013                         |
| Sede Central | Reino Unido          | Estados Unidos · México · Tailandia       | Japón                                | Polonia                    | Tailandia                                      |
| Propietario  | - Julia Morley       | - Raúl Rocha - Anne Jakkaphong            | - Akemi Shimomura                    | - Gerhard Von Lipinsky     | - Nawat Itsaragrisil                           |
| Organización | - Miss World Limited | - JKN Global Group - Legacy Holding Group | - International Cultural Association | - World Beauty Association | - Miss Grand International Co., Ltd. (MGI PCL) |
| Logo         |                      |                                           |                                      |                            |                                                |

## Últimas ganadoras
| Año  | Miss Mundo                          | Miss Universo                    | Miss Internacional               | Miss Supranacional             | Miss Grand Internacional      |
| ---- | ----------------------------------- | -------------------------------- | -------------------------------- | ------------------------------ | ----------------------------- |
| 2025 | Suchata Chuangsri Tailandia         | TBA                              | TBA                              | Eduarda Braum · Brasil         | TBA                           |
| 2024 | Cancelado                           | Victoria Kjær Theilvig Dinamarca | Huỳnh Thị Thanh Thủy Vietnam     | Harashta Haifa Zahra Indonesia | Rachel Gupta India            |
| 2023 | Krystynà Pyszkôvá · República Checa | Sheynnis Palacios · Nicaragua    | Andrea Rubio · Venezuela         | Andrea Aguilera · Ecuador      | Luciana Fuster · Perú         |
| 2022 | Cancelado                           | R'Bonney Gabriel Estados Unidos  | Jasmin Selberg · Alemania        | Lalela Mswane Sudáfrica        | Isabella Menin · Brasil       |
| 2021 | Karolina Bielawska · Polonia        | Harnaaz Kaur Sandhu India        | Cancelado por el COVID-19        | Chanique Rabe Namibia          | Nguyễn Thúc Thùy Tiên Vietnam |
| 2020 | Cancelado por el COVID-19           | Andrea Meza · México             | Cancelado por el COVID-19        | Cancelado por el COVID-19      | Abena Appiah Estados Unidos   |
| 2019 | Toni-Ann Singh Jamaica              | Zozibini Tunzi Sudáfrica         | Sireethorn Leearamwat Tailandia  | Anntonia Porsild Tailandia     | Valentina Figuera · Venezuela |
| 2018 | Vanessa Ponce de León · México      | Catriona Gray Filipinas          | Mariem Velazco · Venezuela       | Valeria Vázquez Puerto Rico    | Clara Sosa Paraguay           |
| 2017 | Manushi Chhillar India              | Demi-Leigh Nel-Peters Sudáfrica  | Kevin Lilliana Junaedy Indonesia | Jenny Kim Corea del Sur        | María José Lora · Perú        |

## Países y territorios con más victorias
Los siguientes países y territorios han ganado los títulos de todos los Grand Slams de los certámenes de belleza en la historia:
| Países y territorios | Miss Mundo (1951-Act.)             | Miss Universo (1952-Act.)                            | Miss Internacional (1960-Act.)                       | Miss Supranacional (2009-Act.) | Miss Grand Internacional (2013-Act.) | Títulos |
| -------------------- | ---------------------------------- | ---------------------------------------------------- | ---------------------------------------------------- | ------------------------------ | ------------------------------------ | ------- |
| Venezuela            | 1955, 1981, 1984, 1991, 1995, 2011 | 1979, 1981, 1986, 1996, 2008, 2009, 2013             | 1985, 1997, 2000, 2003, 2006, 2010, 2015, 2018, 2023 |                                | 2019                                 | 23      |
| Estados Unidos       | 1973, 1990, 2010                   | 1954, 1956, 1960, 1967, 1980, 1995, 1997, 2012, 2022 | 1974, 1978, 1982                                     |                                | 2020                                 | 16      |
| Filipinas            | 2013                               | 1969, 1973, 2015, 2018                               | 1964, 1970, 1979, 2005, 2013, 2016                   | 2013                           | 2024*                                | 13      |
| India                | 1966, 1994, 1997, 1999, 2000, 2017 | 1994, 2000, 2021                                     |                                                      | 2014, 2016                     | 2024*                                | 12      |
| Puerto Rico          | 1975, 2016                         | 1970, 1985, 1993, 2001, 2006                         | 1987, 2014                                           | 2018                           | 2013                                 | 11      |
| Australia            | 1968, 1972                         | 1972, 2004                                           | 1962, 1981, 1992                                     |                                | 2015*                                | 8       |
| Sudáfrica            | 1958, 1974*, 2014                  | 1978, 2017, 2019                                     |                                                      | 2022                           |                                      | 7       |
| Reino Unido          | 1961, 1964, 1965, 1974*, 1983      |                                                      | 1969, 1972                                           |                                |                                      | 7       |
| Alemania             | 1956, 1980*                        | 1961                                                 | 1965, 1989, 2022                                     |                                |                                      | 6       |
| Brasil               | 1971                               | 1963, 1968                                           | 1968                                                 | 2025                           | 2022                                 | 6       |
| México               | 2018                               | 1991, 2010, 2020                                     | 2007, 2009                                           |                                |                                      | 6       |
| Polonia              | 1989, 2021                         |                                                      | 1991, 1993, 2001                                     | 2011                           |                                      | 6       |
| Suecia               | 1951, 1952, 1977                   | 1955, 1966, 1984                                     |                                                      |                                |                                      | 6       |
| Colombia             |                                    | 1958, 2014                                           | 1960, 1999, 2004                                     |                                |                                      | 5       |
| Perú                 | 1967, 2004                         | 1957                                                 |                                                      |                                | 2017, 2023                           | 5       |
| Tailandia            | 2025                               | 1965, 1988                                           | 2019                                                 | 2019                           |                                      | 5       |
| España               | 2015                               | 1974                                                 | 1977, 1990, 2008                                     |                                |                                      | 5       |
| Países Bajos         | 1959, 1962                         | 1989                                                 | 1961                                                 |                                |                                      | 4       |
| Argentina            | 1960, 1978                         | 1962                                                 | 1967                                                 |                                |                                      | 4       |
| Jamaica              | 1963, 1976, 1993, 2019             |                                                      |                                                      |                                |                                      | 4       |
| Finlandia            | 1957                               | 1952, 1975                                           | 1973                                                 |                                |                                      | 4       |
| Francia              | 1953                               | 1953, 2016                                           | 1976                                                 |                                |                                      | 4       |
| Islandia             | 1985, 1988, 2005                   |                                                      | 1963                                                 |                                |                                      | 4       |
| Rusia                | 1992, 2008                         | 2002*                                                |                                                      |                                |                                      | 3       |
| República Dominicana | 1982                               | 2003                                                 |                                                      |                                | 2015*                                | 3       |
| Grecia               | 1996                               | 1964                                                 | 1994                                                 |                                |                                      | 3       |
| Japón                |                                    | 1959, 2007                                           | 2012                                                 |                                |                                      | 3       |
| Noruega              |                                    | 1990                                                 | 1988, 1995                                           |                                |                                      | 3       |
| Panamá               |                                    | 2002*                                                | 1998                                                 | 2010                           |                                      | 3       |
| Trinidad y Tobago    | 1986                               | 1977, 1998                                           |                                                      |                                |                                      | 3       |
| Indonesia            |                                    |                                                      | 2017                                                 | 2024                           | 2016                                 | 3       |
| Canadá               |                                    | 1982, 2005                                           |                                                      |                                |                                      | 2       |
| Líbano               |                                    | 1971                                                 | 2002                                                 |                                |                                      | 2       |
| Austria              | 1969, 1987                         |                                                      |                                                      |                                |                                      | 2       |
| China                | 2007, 2012                         |                                                      |                                                      |                                |                                      | 2       |
| República Checa      | 2006, 2023                         |                                                      |                                                      |                                |                                      | 2       |
| Vietnam              |                                    |                                                      | 2024                                                 |                                | 2021                                 | 2       |
| Costa Rica           |                                    |                                                      | 1980, 1983                                           |                                |                                      | 2       |
| Israel               | 1998                               | 1976                                                 |                                                      |                                |                                      | 2       |
| Nueva Zelanda        |                                    | 1983                                                 | 1971                                                 |                                |                                      | 2       |
| Paraguay             |                                    |                                                      |                                                      | 2015                           | 2018                                 | 2       |
| Namibia              |                                    | 1992                                                 |                                                      | 2021                           |                                      | 2       |
| Ecuador              |                                    |                                                      | 2011                                                 | 2023                           |                                      | 2       |
| Dinamarca            |                                    | 2024                                                 |                                                      |                                |                                      | 1       |
| Nicaragua            |                                    | 2023                                                 |                                                      |                                |                                      | 1       |
| Chile                |                                    | 1987                                                 |                                                      |                                |                                      | 1       |
| Inglaterra           |                                    |                                                      | 1986                                                 |                                |                                      | 1       |
| Nigeria              | 2001                               |                                                      |                                                      |                                |                                      | 1       |
| Turquía              | 2002                               |                                                      |                                                      |                                |                                      | 1       |
| Corea del Sur        |                                    |                                                      |                                                      | 2017                           |                                      | 1       |
| Angola               |                                    | 2011                                                 |                                                      |                                |                                      | 1       |
| Bielorrusia          |                                    |                                                      |                                                      | 2012                           |                                      | 1       |
| Bermudas             | 1979                               |                                                      |                                                      |                                |                                      | 1       |
| Botsuana             |                                    | 1999                                                 |                                                      |                                |                                      | 1       |
| Cuba                 |                                    |                                                      |                                                      |                                | 2014                                 | 1       |
| Granada              | 1970                               |                                                      |                                                      |                                |                                      | 1       |
| Egipto               | 1954                               |                                                      |                                                      |                                |                                      | 1       |
| Gibraltar            | 2009                               |                                                      |                                                      |                                |                                      | 1       |
| Guam                 | 1980*                              |                                                      |                                                      |                                |                                      | 1       |
| Guatemala            |                                    |                                                      | 1984                                                 |                                |                                      | 1       |
| Irlanda              | 2003                               |                                                      |                                                      |                                |                                      | 1       |
| Portugal             |                                    |                                                      | 1996                                                 |                                |                                      | 1       |
| Ucrania              |                                    |                                                      |                                                      | 2009                           |                                      | 1       |
| Yugoslavia           |                                    |                                                      | 1975                                                 |                                |                                      | 1       |

## Ganadoras por año
Ver el artículo principal: Ganadoras de Miss Mundo, Ganadoras de Miss Universo, Ganadoras de Miss Internacional, Ganadoras de Miss Supranacional, Ganadoras de Miss Grand Internacional.
| Año                                                                        | (1951-Act.)                                                 | (1952-Act.)                                            | (1960-Act.)                                 | (2009-Act.)                                 | (2013-Act.)                                                                     |
| Año                                                                        | Miss Mundo                                                  | Miss Universo                                          | Miss Internacional                          | Miss Supranacional                          | Miss Grand Internacional                                                        |
| -------------------------------------------------------------------------- | ----------------------------------------------------------- | ------------------------------------------------------ | ------------------------------------------- | ------------------------------------------- | ------------------------------------------------------------------------------- |
| 2025                                                                       | Suchata Chuangsri Tailandia                                 | TBA                                                    | TBA                                         | Eduarda Braum · Brasil                      | TBA                                                                             |
| 2024                                                                       | Cancelado                                                   | Victoria Kjær Theilvig Dinamarca                       | Huỳnh Thị Thanh Thủy Vietnam                | Harashta Haifa Zahra Indonesia              | Rachel Gupta (*) India Christine Opiaza (**) Filipinas                          |
| 2023                                                                       | Krystynà Pyszkôvá · República Checa                         | Sheynnis Palacios · Nicaragua                          | Andrea Rubio · Venezuela                    | Andrea Aguilera · Ecuador                   | Luciana Fuster · Perú                                                           |
| 2022                                                                       | Cancelado                                                   | R'Bonney Gabriel Estados Unidos                        | Jasmin Selberg · Alemania                   | Lalela Mswane Sudáfrica                     | Isabella Menin · Brasil                                                         |
| 2021                                                                       | Karolina Bielawska · Polonia                                | Harnaaz Sandhu India                                   | Cancelado por el COVID-19                   | Chanique Rabe Namibia                       | Nguyễn Thúc Thùy Tiên Vietnam                                                   |
| 2020                                                                       | Cancelado por el COVID-19                                   | Andrea Meza · México                                   | Cancelado por el COVID-19                   | Cancelado por el COVID-19                   | Abena Appiah Estados Unidos                                                     |
| 2019                                                                       | Toni-Ann Singh Jamaica                                      | Zozibini Tunzi Sudáfrica                               | Sireethorn Leearamwat Tailandia             | Anntonia Porsild Tailandia                  | Valentina Figuera · Venezuela                                                   |
| 2018                                                                       | Vanessa Ponce de León · México                              | Catriona Gray Filipinas                                | Mariem Velazco · Venezuela                  | Valeria Vázquez Puerto Rico                 | Clara Sosa Paraguay                                                             |
| 2017                                                                       | Manushi Chhillar India                                      | Demi-Leigh Nel-Peters Sudáfrica                        | Kevin Lilliana Junaedy Indonesia            | Jenny Kim Corea del Sur                     | María José Lora · Perú                                                          |
| 2016                                                                       | Stephanie Del Valle Puerto Rico                             | Iris Mittenaere Francia                                | Kylie Verzosa Filipinas                     | Srinidhi Shetty India                       | Ariska Putri Pertiwi Indonesia                                                  |
| 2015                                                                       | Mireia Lalaguna · España                                    | Pia Wurtzbach Filipinas                                | Edymar Martínez · Venezuela                 | Stephania Stegman Paraguay                  | Anea García (*) · República Dominicana Claire Elizabeth Parker (**) · Australia |
| 2014                                                                       | Rolene Strauss Sudáfrica                                    | Paulina Vega · Colombia                                | Valerie Hernández Puerto Rico               | Asha Bhat India                             | Lees García · Cuba                                                              |
| 2013                                                                       | Megan Young Filipinas                                       | Gabriela Isler · Venezuela                             | Bea Santiago Filipinas                      | Mutya Datul Filipinas                       | Janelee Chaparro Puerto Rico                                                    |
| 2012                                                                       | Yu Wenxia China                                             | Olivia Culpo Estados Unidos                            | Ikumi Yoshimatsu Japón                      | Ekaterina Buraya · Bielorrusia              | Las competiciones iniciaron en el año 2013.                                     |
| 2011                                                                       | Ivian Sarcos · Venezuela                                    | Leila Lopes Angola                                     | Fernanda Cornejo · Ecuador                  | Monika Lewczuk · Polonia                    | Las competiciones iniciaron en el año 2013.                                     |
| 2010                                                                       | Alexandria Mills Estados Unidos                             | Ximena Navarrete · México                              | Elizabeth Mosquera · Venezuela              | Karina Pinilla · Panamá                     | Las competiciones iniciaron en el año 2013.                                     |
| 2009                                                                       | Kaiane Aldorino Gibraltar                                   | Stefanía Fernández · Venezuela                         | Anagabriela Espinoza · México               | Oksana Moria · Ucrania                      | Las competiciones iniciaron en el año 2013.                                     |
| 2008                                                                       | Ksenia Sukhinova · Rusia                                    | Dayana Mendoza · Venezuela                             | Alejandra Andreu · España                   | Las competiciones iniciaron en el año 2009. | Las competiciones iniciaron en el año 2013.                                     |
| 2007                                                                       | Zhang Zilin China                                           | Riyo Mori Japón                                        | Priscila Perales · México                   | Las competiciones iniciaron en el año 2009. | Las competiciones iniciaron en el año 2013.                                     |
| 2006                                                                       | Taťána Kuchařová · República Checa                          | Zuleyka Rivera Puerto Rico                             | Daniela Di Giacomo · Venezuela              | Las competiciones iniciaron en el año 2009. | Las competiciones iniciaron en el año 2013.                                     |
| 2005                                                                       | Unnur Birna Vilhjálmsdóttir Islandia                        | Natalie Glebova · Canadá                               | Precious Lara Quigaman Filipinas            | Las competiciones iniciaron en el año 2009. | Las competiciones iniciaron en el año 2013.                                     |
| 2004                                                                       | María Julia Mantilla · Perú                                 | Jennifer Hawkins Australia                             | Jeymmy Vargas · Colombia                    | Las competiciones iniciaron en el año 2009. | Las competiciones iniciaron en el año 2013.                                     |
| 2003                                                                       | Rosanna Davison Irlanda                                     | Amelia Vega · República Dominicana                     | Goizeder Azua · Venezuela                   | Las competiciones iniciaron en el año 2009. | Las competiciones iniciaron en el año 2013.                                     |
| 2002                                                                       | Azra Akin Turquía                                           | Oxana Fedorova (*) · Rusia Justine Pasek (**) · Panamá | Christina Sawaya Líbano                     | Las competiciones iniciaron en el año 2009. | Las competiciones iniciaron en el año 2013.                                     |
| 2001                                                                       | Agbani Darego Nigeria                                       | Denise Quiñones Puerto Rico                            | Małgorzata Rożniecka · Polonia              | Las competiciones iniciaron en el año 2009. | Las competiciones iniciaron en el año 2013.                                     |
| 2000                                                                       | Priyanka Chopra India                                       | Lara Dutta India                                       | Vivian Urdaneta · Venezuela                 | Las competiciones iniciaron en el año 2009. | Las competiciones iniciaron en el año 2013.                                     |
| 1999                                                                       | Yukta Mookhey India                                         | Mpule Kwelagobe Botsuana                               | Paulina Gálvez · Colombia                   | Las competiciones iniciaron en el año 2009. | Las competiciones iniciaron en el año 2013.                                     |
| 1998                                                                       | Linor Abargil Israel                                        | Wendy Fitzwilliam Trinidad y Tobago                    | Lía Borrero · Panamá                        | Las competiciones iniciaron en el año 2009. | Las competiciones iniciaron en el año 2013.                                     |
| 1997                                                                       | Diana Hayden India                                          | Brook Lee Estados Unidos                               | Consuelo Adler · Venezuela                  | Las competiciones iniciaron en el año 2009. | Las competiciones iniciaron en el año 2013.                                     |
| 1996                                                                       | Irene Skliva · Grecia                                       | Alicia Machado · Venezuela                             | Fernanda Alves Portugal                     | Las competiciones iniciaron en el año 2009. | Las competiciones iniciaron en el año 2013.                                     |
| 1995                                                                       | Jacqueline Aguilera · Venezuela                             | Chelsi Smith Estados Unidos                            | Anne Lena Hansen · Noruega                  | Las competiciones iniciaron en el año 2009. | Las competiciones iniciaron en el año 2013.                                     |
| 1994                                                                       | Aishwarya Rai India                                         | Sushmita Sen India                                     | Christina Lekka · Grecia                    | Las competiciones iniciaron en el año 2009. | Las competiciones iniciaron en el año 2013.                                     |
| 1993                                                                       | Lisa Hanna Jamaica                                          | Dayanara Torres Puerto Rico                            | Agnieszka Pachalko · Polonia                | Las competiciones iniciaron en el año 2009. | Las competiciones iniciaron en el año 2013.                                     |
| 1992                                                                       | Julia Kourotchkina · Rusia                                  | Michelle McLean Namibia                                | Kirsten Davidson Australia                  | Las competiciones iniciaron en el año 2009. | Las competiciones iniciaron en el año 2013.                                     |
| 1991                                                                       | Ninibeth Leal · Venezuela                                   | Lupita Jones · México                                  | Agnieszka Kotlarska · Polonia               | Las competiciones iniciaron en el año 2009. | Las competiciones iniciaron en el año 2013.                                     |
| 1990                                                                       | Gina Tolleson Estados Unidos                                | Mona Grudt · Noruega                                   | Silvia de Esteban · España                  | Las competiciones iniciaron en el año 2009. | Las competiciones iniciaron en el año 2013.                                     |
| 1989                                                                       | Aneta Kręglicka · Polonia                                   | Angela Visser · Países Bajos                           | Iris Klein · Alemania                       | Las competiciones iniciaron en el año 2009. | Las competiciones iniciaron en el año 2013.                                     |
| 1988                                                                       | Linda Pétursdóttir Islandia                                 | Porntip Nakhirunkanok Tailandia                        | Catherine Gude · Noruega                    | Las competiciones iniciaron en el año 2009. | Las competiciones iniciaron en el año 2013.                                     |
| 1987                                                                       | Ulla Weigerstorfer · Austria                                | Cecilia Bolocco · Chile                                | Laurie Simpson Puerto Rico                  | Las competiciones iniciaron en el año 2009. | Las competiciones iniciaron en el año 2013.                                     |
| 1986                                                                       | Giselle Laronde Trinidad y Tobago                           | Bárbara Palacios · Venezuela                           | Helen Fairbrother Inglaterra                | Las competiciones iniciaron en el año 2009. | Las competiciones iniciaron en el año 2013.                                     |
| 1985                                                                       | Hólmfríður Karlsdóttir Islandia                             | Deborah Carthy-Deu Puerto Rico                         | Nina Sicilia · Venezuela                    | Las competiciones iniciaron en el año 2009. | Las competiciones iniciaron en el año 2013.                                     |
| 1984                                                                       | Astrid Carolina Herrera · Venezuela                         | Yvonne Ryding · Suecia                                 | Julieta Urrutia · Guatemala                 | Las competiciones iniciaron en el año 2009. | Las competiciones iniciaron en el año 2013.                                     |
| 1983                                                                       | Sarah Hutt Reino Unido                                      | Lorraine Downes Nueva Zelanda                          | Gidget Sandoval · Costa Rica                | Las competiciones iniciaron en el año 2009. | Las competiciones iniciaron en el año 2013.                                     |
| 1982                                                                       | Mariasela Álvarez · República Dominicana                    | Karen Baldwin · Canadá                                 | Christie Claridge Estados Unidos            | Las competiciones iniciaron en el año 2009. | Las competiciones iniciaron en el año 2013.                                     |
| 1981                                                                       | Pilín León · Venezuela                                      | Irene Sáez · Venezuela                                 | Jenny Derek Australia                       | Las competiciones iniciaron en el año 2009. | Las competiciones iniciaron en el año 2013.                                     |
| 1980                                                                       | Gabriella Brum (*) · Alemania Kimberley Santos (**) · Guam  | Shawn Weatherly Estados Unidos                         | Lorna Chávez · Costa Rica                   | Las competiciones iniciaron en el año 2009. | Las competiciones iniciaron en el año 2013.                                     |
| 1979                                                                       | Gina Swainson Bermudas                                      | Maritza Sayalero · Venezuela                           | Melanie Marquez Filipinas                   | Las competiciones iniciaron en el año 2009. | Las competiciones iniciaron en el año 2013.                                     |
| 1978                                                                       | Silvana Suárez Argentina                                    | Margaret Gardiner Sudáfrica                            | Katherine Ruth Estados Unidos               | Las competiciones iniciaron en el año 2009. | Las competiciones iniciaron en el año 2013.                                     |
| 1977                                                                       | Mary Stävin · Suecia                                        | Janelle Commissiong Trinidad y Tobago                  | Pilar Medina · España                       | Las competiciones iniciaron en el año 2009. | Las competiciones iniciaron en el año 2013.                                     |
| 1976                                                                       | Cindy Breakspeare Jamaica                                   | Rina Messinger Israel                                  | Sophie Perin Francia                        | Las competiciones iniciaron en el año 2009. | Las competiciones iniciaron en el año 2013.                                     |
| 1975                                                                       | Wilnelia Merced Puerto Rico                                 | Anne Marie Pohtamo · Finlandia                         | Lidija Manic Yugoslavia                     | Las competiciones iniciaron en el año 2009. | Las competiciones iniciaron en el año 2013.                                     |
| 1974                                                                       | Hellen Morgan (*) Reino Unido Anneline Kriel (**) Sudáfrica | Amparo Muñoz (*) · España                              | Brucene Smith Estados Unidos                | Las competiciones iniciaron en el año 2009. | Las competiciones iniciaron en el año 2013.                                     |
| 1973                                                                       | Marjorie Wallace (*) Estados Unidos                         | Margarita Moran Filipinas                              | Anneli Björkling · Finlandia                | Las competiciones iniciaron en el año 2009. | Las competiciones iniciaron en el año 2013.                                     |
| 1972                                                                       | Belinda Roma Green Australia                                | Kerry Anne Wells Australia                             | Linda Hooks Reino Unido                     | Las competiciones iniciaron en el año 2009. | Las competiciones iniciaron en el año 2013.                                     |
| 1971                                                                       | Lúcia Petterle · Brasil                                     | Georgina Rizk Líbano                                   | Jane Hansen Nueva Zelanda                   | Las competiciones iniciaron en el año 2009. | Las competiciones iniciaron en el año 2013.                                     |
| 1970                                                                       | Jennifer Hosten Granada                                     | Marisol Malaret Puerto Rico                            | Aurora Pijuan Filipinas                     | Las competiciones iniciaron en el año 2009. | Las competiciones iniciaron en el año 2013.                                     |
| 1969                                                                       | Eva Rueber-Staier · Austria                                 | Gloria Diaz Filipinas                                  | Valerie Holmes Reino Unido                  | Las competiciones iniciaron en el año 2009. | Las competiciones iniciaron en el año 2013.                                     |
| 1968                                                                       | Penelope Plummer Australia                                  | Martha Vasconcellos · Brasil                           | Maria Carvalho · Brasil                     | Las competiciones iniciaron en el año 2009. | Las competiciones iniciaron en el año 2013.                                     |
| 1967                                                                       | Madeline Hartog-Bel · Perú                                  | Sylvia Hitchcock Estados Unidos                        | Mirta Massa Argentina                       | Las competiciones iniciaron en el año 2009. | Las competiciones iniciaron en el año 2013.                                     |
| 1966                                                                       | Reita Faria India                                           | Margareta Arvidsson · Suecia                           | Cancelado                                   | Las competiciones iniciaron en el año 2009. | Las competiciones iniciaron en el año 2013.                                     |
| 1965                                                                       | Lesley Langley Reino Unido                                  | Apasra Hongsakula Tailandia                            | Ingrid Finger · Alemania                    | Las competiciones iniciaron en el año 2009. | Las competiciones iniciaron en el año 2013.                                     |
| 1964                                                                       | Ann Sidney Reino Unido                                      | Corinna Tsopei · Grecia                                | Gemma Cruz Filipinas                        | Las competiciones iniciaron en el año 2009. | Las competiciones iniciaron en el año 2013.                                     |
| 1963                                                                       | Carole Crawford Jamaica                                     | Iêda Maria Vargas · Brasil                             | Guðrún Bjarnadóttir Islandia                | Las competiciones iniciaron en el año 2009. | Las competiciones iniciaron en el año 2013.                                     |
| 1962                                                                       | Catharina Lodders · Países Bajos                            | Norma Nolan Argentina                                  | Tania Verstak Australia                     | Las competiciones iniciaron en el año 2009. | Las competiciones iniciaron en el año 2013.                                     |
| 1961                                                                       | Rosemarie Frankland Reino Unido                             | Marlene Schmidt · Alemania                             | Stam van Baer · Países Bajos                | Las competiciones iniciaron en el año 2009. | Las competiciones iniciaron en el año 2013.                                     |
| 1960                                                                       | Norma Cappagli Argentina                                    | Linda Bement Estados Unidos                            | Stella Márquez · Colombia                   | Las competiciones iniciaron en el año 2009. | Las competiciones iniciaron en el año 2013.                                     |
| 1959                                                                       | Corine Rottschäfer · Países Bajos                           | Akiko Kojima Japón                                     | Las competiciones iniciaron en el año 1960. | Las competiciones iniciaron en el año 2009. | Las competiciones iniciaron en el año 2013.                                     |
| 1958                                                                       | Penelope Coelen Sudáfrica                                   | Luz Marina Zuluaga · Colombia                          | Las competiciones iniciaron en el año 1960. | Las competiciones iniciaron en el año 2009. | Las competiciones iniciaron en el año 2013.                                     |
| 1957                                                                       | Marita Lindahl · Finlandia                                  | Gladys Zender · Perú                                   | Las competiciones iniciaron en el año 1960. | Las competiciones iniciaron en el año 2009. | Las competiciones iniciaron en el año 2013.                                     |
| 1956                                                                       | Petra Schürmann · Alemania                                  | Carol Morris Estados Unidos                            | Las competiciones iniciaron en el año 1960. | Las competiciones iniciaron en el año 2009. | Las competiciones iniciaron en el año 2013.                                     |
| 1955                                                                       | Susana Duijm · Venezuela                                    | Hillevi Rombin · Suecia                                | Las competiciones iniciaron en el año 1960. | Las competiciones iniciaron en el año 2009. | Las competiciones iniciaron en el año 2013.                                     |
| 1954                                                                       | Antigone Costanda · Egipto                                  | Miriam Stevenson Estados Unidos                        | Las competiciones iniciaron en el año 1960. | Las competiciones iniciaron en el año 2009. | Las competiciones iniciaron en el año 2013.                                     |
| 1953                                                                       | Denise Perrier Francia                                      | Christiane Martel Francia                              | Las competiciones iniciaron en el año 1960. | Las competiciones iniciaron en el año 2009. | Las competiciones iniciaron en el año 2013.                                     |
| 1952                                                                       | May-Louise Flodin · Suecia                                  | Armi Kuusela · Finlandia                               | Las competiciones iniciaron en el año 1960. | Las competiciones iniciaron en el año 2009. | Las competiciones iniciaron en el año 2013.                                     |
| 1951                                                                       | Kerstin Håkansson · Suecia                                  | Las competiciones iniciaron en el año 1952.            | Las competiciones iniciaron en el año 1960. | Las competiciones iniciaron en el año 2009. | Las competiciones iniciaron en el año 2013.                                     |
| Nota                                                                       | Las competiciones iniciaron en el año 1951.                 | Las competiciones iniciaron en el año 1952.            | Las competiciones iniciaron en el año 1960. | Las competiciones iniciaron en el año 2009. | Las competiciones iniciaron en el año 2013.                                     |
| (*) Renunció al cargo o fue destituida. (**) Asumió el puesto en su lugar. |                                                             |                                                        |                                             |                                             |                                                                                 |